# Martino Aichner
Martino Aichner (* 12. März 1918 in Trient; † 21. Dezember 1994 in Verona) war ein italienischer Pilot und Anwalt. Am Zweiten Weltkrieg nahm er als Offizier der italienischen Luftwaffe teil. Er diente in der Torpedofliegerstaffel von Carlo Emanuele Buscaglia. Im Juni 1942 versenkte er mit seiner Savoia-Marchetti SM.79 den britischen Zerstörer Bedouin südlich von Pantelleria. Aichner wurde gleichzeitig abgeschossen. Er bekam eine hohe militärische Auszeichnung für diese Tat. Später schrieb er über seine Kriegserlebnisse das Buch Il Gruppo Buscaglia.
Aichner wurde nach dem Krieg mit dem höchsten Militärorden Italiens, der Medaglia d’oro al Valore Militare (Tapferkeitsmedaille in Gold), ausgezeichnet. Er bekam viele weitere Orden.
1963 gründete Aichner die Aersud Elicotteri, die italienische Vertriebsfirma für Eurocopter.